# Дарквинг Дак
Дарквинг Дак (енгл. Darkwing Duck) је америчка акционо-авантуристичка хумористичка телевизијска серија продуцирана Disney Television Animation (раније познато као Walt Disney Television Animation) која се приказивала од 1991. до 1992. године на синдикацијском блоку Дизни поподне и недељом ујутру на мрежи ABC. Приказане су деведесет једна епизода. Прати авантуре Дарквинг Дака, који је суперхеројски алтер-его обичног приградског патка Дрејка Маларда.
У Србији је приказивана 2008. године на каналу РТС 1, синхронизована на српски језик. Синхорнизацију је радио студио Loudworks и продукцију предузеће Luxor Co.

## Улоге
| Лик                       | Глас           |
| ------------------------- | -------------- |
| Дарквинг Дак Дрејк Малард | Џим Камингс    |
| Лаунчпед Меквак           | Тери Макговерн |
| Гозалин Малард            | Брет Гарет     |